# 埃琉德尼爾
埃琉德尼爾（Éljúðnir）在北歐神話《散文埃達》中是地獄女王|海拉（Hel）位於尼福爾海姆（Niflheim）的居所。埃琉德尼爾在古挪威語中意為「暴風雪肆虐」。